# دریاچه هارتول
دریاچه هارتول (انگلیسی: Lake Hartwell) دریاچه‌ای در کارولینای جنوبی است.